# Tour de Burgos 2023
Le Tour de Burgos 2023 est la 45e édition de cette course cycliste sur route masculine, disputée dans la province de Burgos en Espagne. Il a lieu du 15 au 19 août et fait partie de l'UCI ProSeries 2023 en catégorie 2.Pro.

## Équipes
| WorldTeams (8)- AG2R Citroën Team - Astana Qazaqstan Team - Bahrain Victorious - Bora-Hansgrohe - EF Education-EasyPost - Jumbo-Visma - Movistar Team - UAE Team Emirates ProTeams (6)- Burgos-BH - Caja Rural-Seguros RGA - Eolo-Kometa - Equipo Kern Pharma - Euskaltel-Euskadi - Q36.5 Pro Cycling Team Équipe continentale- Electro Hiper Europa |
| |

## Étapes
| Étape     | Date    | Villes étapes                                                      | type                         | Distance (km) | Dénivelé (m) | Vainqueur d'étape | Leader du classement général |
| --------- | ------- | ------------------------------------------------------------------ | ---------------------------- | ------------- | ------------ | ----------------- | ---------------------------- |
| 1re étape | 15 août | Villalba de Duero – Burgos                                         | étape de plaine              | 161           | 1 403 m      | Sebastián Molano  | Sebastián Molano             |
| 2e étape  | 16 août | Oña – Poza de la Sal                                               | contre-la-montre par équipes | 13,1          | 201 m        | Jumbo-Visma       | Attila Valter                |
| 3e étape  | 17 août | Sargentes de la Lora – Villarcayo de Merindad de Castilla la Vieja | étape de moyenne montagne    | 183           | 3 055 m      | Primož Roglič     | Primož Roglič                |
| 4e étape  | 18 août | Santa Gadea del Cid – Pradoluengo                                  | étape vallonnée              | 157           | 2 229 m      | Oier Lazkano      | Primož Roglič                |
| 5e étape  | 19 août | Golmayo – Lagunas de Neila                                         | étape de montagne            | 160           | 2 708 m      | Primož Roglič     | Primož Roglič                |

## Déroulement de la course

### 1reétape
| \| Classement de l'étape \| Classement de l'étape \| Classement de l'étape \| Classement de l'étape \| Classement de l'étape \| \| Coureur \| Coureur \| Pays \| Équipe \| Temps \| \| --------------------- \| --------------------- \| --------------------- \| ---------------------- \| --------------------- \| \| 1er \| Sebastián Molano \| Colombie \| UAE Team Emirates \| 3 h 38 min 58 s \| \| 2e \| Iván García Cortina \| Espagne \| Movistar Team \| + 0 s \| \| 3e \| Edoardo Affini \| Italie \| Jumbo-Visma \| + 0 s \| \| 4e \| Victor Koretzky \| France \| Bora-Hansgrohe \| + 0 s \| \| 5e \| Iúri Leitão \| Portugal \| Caja Rural-Seguros RGA \| + 0 s \| \| 6e \| Andrea Vendrame \| Italie \| AG2R Citroën Team \| + 0 s \| \| 7e \| Gianluca Brambilla \| Italie \| Q36.5 Pro Cycling Team \| + 0 s \| \| 8e \| Manuel Peñalver \| Espagne \| Burgos-BH \| + 0 s \| \| 9e \| Sean Quinn \| États-Unis \| EF Education-EasyPost \| + 0 s \| \| 10e \| Aleksandr Vlasov \| Bannière neutre \| Bora-Hansgrohe \| + 0 s \| |                     |                 |                        |                 |
| |                     |                 |                        |                 |
| Source : ProCyclingStats |                     |                 |                        |                 |
| Classement de l'étape |                     |                 |                        |                 |
| Coureur | Coureur             | Pays            | Équipe                 | Temps           |
| 1er | Sebastián Molano    | Colombie        | UAE Team Emirates      | 3 h 38 min 58 s |
| 2e | Iván García Cortina | Espagne         | Movistar Team          | + 0 s           |
| 3e | Edoardo Affini      | Italie          | Jumbo-Visma            | + 0 s           |
| 4e | Victor Koretzky     | France          | Bora-Hansgrohe         | + 0 s           |
| 5e | Iúri Leitão         | Portugal        | Caja Rural-Seguros RGA | + 0 s           |
| 6e | Andrea Vendrame     | Italie          | AG2R Citroën Team      | + 0 s           |
| 7e | Gianluca Brambilla  | Italie          | Q36.5 Pro Cycling Team | + 0 s           |
| 8e | Manuel Peñalver     | Espagne         | Burgos-BH              | + 0 s           |
| 9e | Sean Quinn          | États-Unis      | EF Education-EasyPost  | + 0 s           |
| 10e | Aleksandr Vlasov    | Bannière neutre | Bora-Hansgrohe         | + 0 s           |

| \| Classement général \| Classement général \| Classement général \| Classement général \| Classement général \| \| Coureur \| Coureur \| Pays \| Équipe \| Temps \| \| ------------------ \| ------------------- \| ------------------ \| ---------------------- \| ------------------ \| \| 1er \| Sebastián Molano \| Colombie \| UAE Team Emirates \| 3 h 38 min 48 s \| \| 2e \| Iván García Cortina \| Espagne \| Movistar Team \| + 4 s \| \| 3e \| Edoardo Affini \| Italie \| Jumbo-Visma \| + 8 s \| \| 4e \| Xabier Berasategi \| Espagne \| Euskaltel-Euskadi \| + 8 s \| \| 5e \| Mattia Bais \| Italie \| Eolo-Kometa \| + 9 s \| \| 6e \| Victor Koretzky \| France \| Bora-Hansgrohe \| + 10 s \| \| 7e \| Iúri Leitão \| Portugal \| Caja Rural-Seguros RGA \| + 10 s \| \| 8e \| Andrea Vendrame \| Italie \| AG2R Citroën Team \| + 10 s \| \| 9e \| Gianluca Brambilla \| Italie \| Q36.5 Pro Cycling Team \| + 10 s \| \| 10e \| Manuel Peñalver \| Espagne \| Burgos-BH \| + 10 s \| |                     |          |                        |                 |
| |                     |          |                        |                 |
| Source : ProCyclingStats |                     |          |                        |                 |
| Classement général |                     |          |                        |                 |
| Coureur | Coureur             | Pays     | Équipe                 | Temps           |
| 1er | Sebastián Molano    | Colombie | UAE Team Emirates      | 3 h 38 min 48 s |
| 2e | Iván García Cortina | Espagne  | Movistar Team          | + 4 s           |
| 3e | Edoardo Affini      | Italie   | Jumbo-Visma            | + 8 s           |
| 4e | Xabier Berasategi   | Espagne  | Euskaltel-Euskadi      | + 8 s           |
| 5e | Mattia Bais         | Italie   | Eolo-Kometa            | + 9 s           |
| 6e | Victor Koretzky     | France   | Bora-Hansgrohe         | + 10 s          |
| 7e | Iúri Leitão         | Portugal | Caja Rural-Seguros RGA | + 10 s          |
| 8e | Andrea Vendrame     | Italie   | AG2R Citroën Team      | + 10 s          |
| 9e | Gianluca Brambilla  | Italie   | Q36.5 Pro Cycling Team | + 10 s          |
| 10e | Manuel Peñalver     | Espagne  | Burgos-BH              | + 10 s          |

### 2eétape
| \| Classement de l'étape \| Classement de l'étape \| Classement de l'étape \| Classement de l'étape \| Classement de l'étape \| Classement de l'étape \| \| Équipe \| Équipe \| Pays \| Temps \| Écart de temps \| Vitesse moy. \| \| --------------------- \| ---------------------- \| --------------------- \| --------------------- \| --------------------- \| --------------------- \| \| 1re \| Jumbo-Visma \| Pays-Bas \| 14 min 38 s \| \| 53.713 km/h \| \| 2e \| Movistar Team \| Espagne \| 14 min 57 s \| + 19 s \| 52.575 km/h \| \| 3e \| Bora-Hansgrohe \| Allemagne \| 15 min 08 s \| + 30 s \| 51.938 km/h \| \| 4e \| Bahrain Victorious \| Bahreïn \| 15 min 09 s \| + 31 s \| 51.881 km/h \| \| 5e \| UAE Team Emirates \| Émirats arabes unis \| 15 min 12 s \| + 34 s \| 51.711 km/h \| \| 6e \| EF Education-EasyPost \| États-Unis \| 15 min 20 s \| + 42 s \| 51.231 km/h \| \| 7e \| Equipo Kern Pharma \| Espagne \| 15 min 25 s \| + 47 s \| 50.984 km/h \| \| 8e \| Astana Qazaqstan Team \| Kazakhstan \| 15 min 30 s \| + 52 s \| 50.710 km/h \| \| 9e \| Q36.5 Pro Cycling Team \| Suisse \| 15 min 31 s \| + 53 s \| 50.655 km/h \| \| 10e \| Euskaltel-Euskadi \| Espagne \| 15 min 33 s \| + 55 s \| 50.547 km/h \| |                        |                     |             |                |              |
| |                        |                     |             |                |              |
| Source : ProCyclingStats |                        |                     |             |                |              |
| Classement de l'étape |                        |                     |             |                |              |
| Équipe | Équipe                 | Pays                | Temps       | Écart de temps | Vitesse moy. |
| 1re | Jumbo-Visma            | Pays-Bas            | 14 min 38 s |                | 53.713 km/h  |
| 2e | Movistar Team          | Espagne             | 14 min 57 s | + 19 s         | 52.575 km/h  |
| 3e | Bora-Hansgrohe         | Allemagne           | 15 min 08 s | + 30 s         | 51.938 km/h  |
| 4e | Bahrain Victorious     | Bahreïn             | 15 min 09 s | + 31 s         | 51.881 km/h  |
| 5e | UAE Team Emirates      | Émirats arabes unis | 15 min 12 s | + 34 s         | 51.711 km/h  |
| 6e | EF Education-EasyPost  | États-Unis          | 15 min 20 s | + 42 s         | 51.231 km/h  |
| 7e | Equipo Kern Pharma     | Espagne             | 15 min 25 s | + 47 s         | 50.984 km/h  |
| 8e | Astana Qazaqstan Team  | Kazakhstan          | 15 min 30 s | + 52 s         | 50.710 km/h  |
| 9e | Q36.5 Pro Cycling Team | Suisse              | 15 min 31 s | + 53 s         | 50.655 km/h  |
| 10e | Euskaltel-Euskadi      | Espagne             | 15 min 33 s | + 55 s         | 50.547 km/h  |

| \| Classement général \| Classement général \| Classement général \| Classement général \| Classement général \| \| Coureur \| Coureur \| Pays \| Équipe \| Temps \| \| ------------------ \| ------------------- \| ------------------ \| ------------------ \| ------------------ \| \| 1er \| Attila Valter \| Hongrie \| Jumbo-Visma \| 3 h 53 min 36 s \| \| 2e \| Jan Tratnik \| Slovénie \| Jumbo-Visma \| + 0 s \| \| 3e \| Koen Bouwman \| Pays-Bas \| Jumbo-Visma \| + 0 s \| \| 4e \| Primož Roglič \| Slovénie \| Jumbo-Visma \| + 0 s \| \| 5e \| Iván García Cortina \| Espagne \| Movistar Team \| + 13 s \| \| 6e \| Oier Lazkano \| Espagne \| Movistar Team \| + 19 s \| \| 7e \| Einer Rubio \| Colombie \| Movistar Team \| + 19 s \| \| 8e \| Carlos Verona \| Espagne \| Movistar Team \| + 19 s \| \| 9e \| Aleksandr Vlasov \| Bannière neutre \| Bora-Hansgrohe \| + 30 s \| \| 10e \| Florian Lipowitz \| Allemagne \| Bora-Hansgrohe \| + 30 s \| |                     |                 |                |                 |
| |                     |                 |                |                 |
| Source : ProCyclingStats |                     |                 |                |                 |
| Classement général |                     |                 |                |                 |
| Coureur | Coureur             | Pays            | Équipe         | Temps           |
| 1er | Attila Valter       | Hongrie         | Jumbo-Visma    | 3 h 53 min 36 s |
| 2e | Jan Tratnik         | Slovénie        | Jumbo-Visma    | + 0 s           |
| 3e | Koen Bouwman        | Pays-Bas        | Jumbo-Visma    | + 0 s           |
| 4e | Primož Roglič       | Slovénie        | Jumbo-Visma    | + 0 s           |
| 5e | Iván García Cortina | Espagne         | Movistar Team  | + 13 s          |
| 6e | Oier Lazkano        | Espagne         | Movistar Team  | + 19 s          |
| 7e | Einer Rubio         | Colombie        | Movistar Team  | + 19 s          |
| 8e | Carlos Verona       | Espagne         | Movistar Team  | + 19 s          |
| 9e | Aleksandr Vlasov    | Bannière neutre | Bora-Hansgrohe | + 30 s          |
| 10e | Florian Lipowitz    | Allemagne       | Bora-Hansgrohe | + 30 s          |

### 3eétape
| \| Classement de l'étape \| Classement de l'étape \| Classement de l'étape \| Classement de l'étape \| Classement de l'étape \| \| Coureur \| Coureur \| Pays \| Équipe \| Temps \| \| --------------------- \| --------------------- \| --------------------- \| ---------------------- \| --------------------- \| \| 1er \| Primož Roglič \| Slovénie \| Jumbo-Visma \| 4 h 26 min 00 s \| \| 2e \| Aleksandr Vlasov \| Bannière neutre \| Bora-Hansgrohe \| + 0 s \| \| 3e \| Adam Yates \| Royaume-Uni \| UAE Team Emirates \| + 0 s \| \| 4e \| Damien Howson \| Australie \| Q36.5 Pro Cycling Team \| + 0 s \| \| 5e \| Javier Romo \| Espagne \| Astana Qazaqstan Team \| + 1 min 07 s \| \| 6e \| George Bennett \| Nouvelle-Zélande \| UAE Team Emirates \| + 1 min 07 s \| \| 7e \| Einer Rubio \| Colombie \| Movistar Team \| + 1 min 07 s \| \| 8e \| Nicolas Prodhomme \| France \| AG2R Citroën Team \| + 3 min 17 s \| \| 9e \| Pablo Castrillo \| Espagne \| Equipo Kern Pharma \| + 3 min 17 s \| \| 10e \| Sean Quinn \| États-Unis \| EF Education-EasyPost \| + 3 min 51 s \| |                   |                  |                        |                 |
| |                   |                  |                        |                 |
| Source : ProCyclingStats |                   |                  |                        |                 |
| Classement de l'étape |                   |                  |                        |                 |
| Coureur | Coureur           | Pays             | Équipe                 | Temps           |
| 1er | Primož Roglič     | Slovénie         | Jumbo-Visma            | 4 h 26 min 00 s |
| 2e | Aleksandr Vlasov  | Bannière neutre  | Bora-Hansgrohe         | + 0 s           |
| 3e | Adam Yates        | Royaume-Uni      | UAE Team Emirates      | + 0 s           |
| 4e | Damien Howson     | Australie        | Q36.5 Pro Cycling Team | + 0 s           |
| 5e | Javier Romo       | Espagne          | Astana Qazaqstan Team  | + 1 min 07 s    |
| 6e | George Bennett    | Nouvelle-Zélande | UAE Team Emirates      | + 1 min 07 s    |
| 7e | Einer Rubio       | Colombie         | Movistar Team          | + 1 min 07 s    |
| 8e | Nicolas Prodhomme | France           | AG2R Citroën Team      | + 3 min 17 s    |
| 9e | Pablo Castrillo   | Espagne          | Equipo Kern Pharma     | + 3 min 17 s    |
| 10e | Sean Quinn        | États-Unis       | EF Education-EasyPost  | + 3 min 51 s    |

| \| Classement général \| Classement général \| Classement général \| Classement général \| Classement général \| \| Coureur \| Coureur \| Pays \| Équipe \| Temps \| \| ------------------ \| ------------------ \| ------------------ \| ---------------------- \| ------------------ \| \| 1er \| Primož Roglič \| Slovénie \| Jumbo-Visma \| 8 h 19 min 25 s \| \| 2e \| Aleksandr Vlasov \| Bannière neutre \| Bora-Hansgrohe \| + 33 s \| \| 3e \| Adam Yates \| Royaume-Uni \| UAE Team Emirates \| + 38 s \| \| 4e \| Damien Howson \| Australie \| Q36.5 Pro Cycling Team \| + 1 min 04 s \| \| 5e \| Einer Rubio \| Colombie \| Movistar Team \| + 1 min 37 s \| \| 6e \| George Bennett \| Nouvelle-Zélande \| UAE Team Emirates \| + 1 min 52 s \| \| 7e \| Javier Romo \| Espagne \| Astana Qazaqstan Team \| + 2 min 10 s \| \| 8e \| Jan Tratnik \| Slovénie \| Jumbo-Visma \| + 4 min 02 s \| \| 9e \| Pablo Castrillo \| Espagne \| Equipo Kern Pharma \| + 4 min 15 s \| \| 10e \| Nicolas Prodhomme \| France \| AG2R Citroën Team \| + 4 min 29 s \| |                   |                  |                        |                 |
| |                   |                  |                        |                 |
| Source : ProCyclingStats |                   |                  |                        |                 |
| Classement général |                   |                  |                        |                 |
| Coureur | Coureur           | Pays             | Équipe                 | Temps           |
| 1er | Primož Roglič     | Slovénie         | Jumbo-Visma            | 8 h 19 min 25 s |
| 2e | Aleksandr Vlasov  | Bannière neutre  | Bora-Hansgrohe         | + 33 s          |
| 3e | Adam Yates        | Royaume-Uni      | UAE Team Emirates      | + 38 s          |
| 4e | Damien Howson     | Australie        | Q36.5 Pro Cycling Team | + 1 min 04 s    |
| 5e | Einer Rubio       | Colombie         | Movistar Team          | + 1 min 37 s    |
| 6e | George Bennett    | Nouvelle-Zélande | UAE Team Emirates      | + 1 min 52 s    |
| 7e | Javier Romo       | Espagne          | Astana Qazaqstan Team  | + 2 min 10 s    |
| 8e | Jan Tratnik       | Slovénie         | Jumbo-Visma            | + 4 min 02 s    |
| 9e | Pablo Castrillo   | Espagne          | Equipo Kern Pharma     | + 4 min 15 s    |
| 10e | Nicolas Prodhomme | France           | AG2R Citroën Team      | + 4 min 29 s    |

### 4eétape
| \| Classement de l'étape \| Classement de l'étape \| Classement de l'étape \| Classement de l'étape \| Classement de l'étape \| \| Coureur \| Coureur \| Pays \| Équipe \| Temps \| \| --------------------- \| --------------------- \| --------------------- \| ---------------------- \| --------------------- \| \| 1er \| Oier Lazkano \| Espagne \| Movistar Team \| 3 h 56 min 05 s \| \| 2e \| Santiago Buitrago \| Colombie \| Bahrain Victorious \| + 0 s \| \| 3e \| Raúl García Pierna \| Espagne \| Equipo Kern Pharma \| + 3 s \| \| 4e \| Jonathan Caicedo \| Équateur \| EF Education-EasyPost \| + 3 s \| \| 5e \| Gianluca Brambilla \| Italie \| Q36.5 Pro Cycling Team \| + 3 s \| \| 6e \| Harold Martín López \| Équateur \| Astana Qazaqstan Team \| + 3 s \| \| 7e \| Matteo Fabbro \| Italie \| Bora-Hansgrohe \| + 5 s \| \| 8e \| Joan Bou \| Espagne \| Euskaltel-Euskadi \| + 5 s \| \| 9e \| Jay Vine \| Australie \| UAE Team Emirates \| + 5 s \| \| 10e \| Iván García Cortina \| Espagne \| Movistar Team \| + 58 s \| |                     |           |                        |                 |
| |                     |           |                        |                 |
| Source : ProCyclingStats |                     |           |                        |                 |
| Classement de l'étape |                     |           |                        |                 |
| Coureur | Coureur             | Pays      | Équipe                 | Temps           |
| 1er | Oier Lazkano        | Espagne   | Movistar Team          | 3 h 56 min 05 s |
| 2e | Santiago Buitrago   | Colombie  | Bahrain Victorious     | + 0 s           |
| 3e | Raúl García Pierna  | Espagne   | Equipo Kern Pharma     | + 3 s           |
| 4e | Jonathan Caicedo    | Équateur  | EF Education-EasyPost  | + 3 s           |
| 5e | Gianluca Brambilla  | Italie    | Q36.5 Pro Cycling Team | + 3 s           |
| 6e | Harold Martín López | Équateur  | Astana Qazaqstan Team  | + 3 s           |
| 7e | Matteo Fabbro       | Italie    | Bora-Hansgrohe         | + 5 s           |
| 8e | Joan Bou            | Espagne   | Euskaltel-Euskadi      | + 5 s           |
| 9e | Jay Vine            | Australie | UAE Team Emirates      | + 5 s           |
| 10e | Iván García Cortina | Espagne   | Movistar Team          | + 58 s          |

| \| Classement général \| Classement général \| Classement général \| Classement général \| Classement général \| \| Coureur \| Coureur \| Pays \| Équipe \| Temps \| \| ------------------ \| ------------------- \| ------------------ \| ---------------------- \| ------------------ \| \| 1er \| Primož Roglič \| Slovénie \| Jumbo-Visma \| 12 h 16 min 28 s \| \| 2e \| Aleksandr Vlasov \| Bannière neutre \| Bora-Hansgrohe \| + 33 s \| \| 3e \| Adam Yates \| Royaume-Uni \| UAE Team Emirates \| + 38 s \| \| 4e \| Damien Howson \| Australie \| Q36.5 Pro Cycling Team \| + 1 min 04 s \| \| 5e \| George Bennett \| Nouvelle-Zélande \| UAE Team Emirates \| + 1 min 52 s \| \| 6e \| Javier Romo \| Espagne \| Astana Qazaqstan Team \| + 2 min 10 s \| \| 7e \| Einer Rubio \| Colombie \| Movistar Team \| + 2 min 27 s \| \| 8e \| Raúl García Pierna \| Espagne \| Equipo Kern Pharma \| + 3 min 50 s \| \| 9e \| Jay Vine \| Australie \| UAE Team Emirates \| + 3 min 53 s \| \| 10e \| Harold Martín López \| Équateur \| Astana Qazaqstan Team \| + 3 min 57 s \| |                     |                  |                        |                  |
| |                     |                  |                        |                  |
| Source : ProCyclingStats |                     |                  |                        |                  |
| Classement général |                     |                  |                        |                  |
| Coureur | Coureur             | Pays             | Équipe                 | Temps            |
| 1er | Primož Roglič       | Slovénie         | Jumbo-Visma            | 12 h 16 min 28 s |
| 2e | Aleksandr Vlasov    | Bannière neutre  | Bora-Hansgrohe         | + 33 s           |
| 3e | Adam Yates          | Royaume-Uni      | UAE Team Emirates      | + 38 s           |
| 4e | Damien Howson       | Australie        | Q36.5 Pro Cycling Team | + 1 min 04 s     |
| 5e | George Bennett      | Nouvelle-Zélande | UAE Team Emirates      | + 1 min 52 s     |
| 6e | Javier Romo         | Espagne          | Astana Qazaqstan Team  | + 2 min 10 s     |
| 7e | Einer Rubio         | Colombie         | Movistar Team          | + 2 min 27 s     |
| 8e | Raúl García Pierna  | Espagne          | Equipo Kern Pharma     | + 3 min 50 s     |
| 9e | Jay Vine            | Australie        | UAE Team Emirates      | + 3 min 53 s     |
| 10e | Harold Martín López | Équateur         | Astana Qazaqstan Team  | + 3 min 57 s     |

### 5eétape
| \| Classement de l'étape \| Classement de l'étape \| Classement de l'étape \| Classement de l'étape \| Classement de l'étape \| \| Coureur \| Coureur \| Pays \| Équipe \| Temps \| \| --------------------- \| --------------------- \| --------------------- \| ---------------------- \| --------------------- \| \| 1er \| Primož Roglič \| Slovénie \| Jumbo-Visma \| 4 h 08 min 31 s \| \| 2e \| Adam Yates \| Royaume-Uni \| UAE Team Emirates \| + 0 s \| \| 3e \| Aleksandr Vlasov \| Russie \| Bora-Hansgrohe \| + 0 s \| \| 4e \| Jay Vine \| Australie \| UAE Team Emirates \| + 30 s \| \| 5e \| Einer Rubio \| Colombie \| Movistar Team \| + 48 s \| \| 6e \| Santiago Buitrago \| Colombie \| Bahrain Victorious \| + 48 s \| \| 7e \| Damien Howson \| Australie \| Q36.5 Pro Cycling Team \| + 53 s \| \| 8e \| Attila Valter \| Hongrie \| Jumbo-Visma \| + 1 min 03 s \| \| 9e \| Jonathan Caicedo \| Équateur \| EF Education-EasyPost \| + 1 min 03 s \| \| 10e \| Damiano Caruso \| Italie \| Bahrain Victorious \| + 1 min 03 s \| |                   |             |                        |                 |
| |                   |             |                        |                 |
| Source : ProCyclingStats |                   |             |                        |                 |
| Classement de l'étape |                   |             |                        |                 |
| Coureur | Coureur           | Pays        | Équipe                 | Temps           |
| 1er | Primož Roglič     | Slovénie    | Jumbo-Visma            | 4 h 08 min 31 s |
| 2e | Adam Yates        | Royaume-Uni | UAE Team Emirates      | + 0 s           |
| 3e | Aleksandr Vlasov  | Russie      | Bora-Hansgrohe         | + 0 s           |
| 4e | Jay Vine          | Australie   | UAE Team Emirates      | + 30 s          |
| 5e | Einer Rubio       | Colombie    | Movistar Team          | + 48 s          |
| 6e | Santiago Buitrago | Colombie    | Bahrain Victorious     | + 48 s          |
| 7e | Damien Howson     | Australie   | Q36.5 Pro Cycling Team | + 53 s          |
| 8e | Attila Valter     | Hongrie     | Jumbo-Visma            | + 1 min 03 s    |
| 9e | Jonathan Caicedo  | Équateur    | EF Education-EasyPost  | + 1 min 03 s    |
| 10e | Damiano Caruso    | Italie      | Bahrain Victorious     | + 1 min 03 s    |

## Classements finals

### Classement général
| \| Classement général \| Classement général \| Classement général \| Classement général \| Classement général \| \| Coureur \| Coureur \| Pays \| Équipe \| Temps \| \| ------------------ \| ------------------- \| ------------------ \| ---------------------- \| ------------------ \| \| 1er \| Primož Roglič \| Slovénie \| Jumbo-Visma \| 16 h 24 min 49 s \| \| 2e \| Aleksandr Vlasov \| Russie \| Bora-Hansgrohe \| + 39 s \| \| 3e \| Adam Yates \| Royaume-Uni \| UAE Team Emirates \| + 42 s \| \| 4e \| Damien Howson \| Australie \| Q36.5 Pro Cycling Team \| + 2 min 07 s \| \| 5e \| Einer Rubio \| Colombie \| Movistar Team \| + 3 min 25 s \| \| 6e \| George Bennett \| Nouvelle-Zélande \| UAE Team Emirates \| + 3 min 39 s \| \| 7e \| Javier Romo \| Espagne \| Astana Qazaqstan Team \| + 3 min 42 s \| \| 8e \| Jay Vine \| Australie \| UAE Team Emirates \| + 4 min 33 s \| \| 9e \| Harold Martín López \| Équateur \| Astana Qazaqstan Team \| + 5 min 23 s \| \| 10e \| Joan Bou \| Espagne \| Euskaltel-Euskadi \| + 5 min 27 s \| |                     |                  |                        |                  |
| |                     |                  |                        |                  |
| Source : ProCyclingStats |                     |                  |                        |                  |
| Classement général |                     |                  |                        |                  |
| Coureur | Coureur             | Pays             | Équipe                 | Temps            |
| 1er | Primož Roglič       | Slovénie         | Jumbo-Visma            | 16 h 24 min 49 s |
| 2e | Aleksandr Vlasov    | Russie           | Bora-Hansgrohe         | + 39 s           |
| 3e | Adam Yates          | Royaume-Uni      | UAE Team Emirates      | + 42 s           |
| 4e | Damien Howson       | Australie        | Q36.5 Pro Cycling Team | + 2 min 07 s     |
| 5e | Einer Rubio         | Colombie         | Movistar Team          | + 3 min 25 s     |
| 6e | George Bennett      | Nouvelle-Zélande | UAE Team Emirates      | + 3 min 39 s     |
| 7e | Javier Romo         | Espagne          | Astana Qazaqstan Team  | + 3 min 42 s     |
| 8e | Jay Vine            | Australie        | UAE Team Emirates      | + 4 min 33 s     |
| 9e | Harold Martín López | Équateur         | Astana Qazaqstan Team  | + 5 min 23 s     |
| 10e | Joan Bou            | Espagne          | Euskaltel-Euskadi      | + 5 min 27 s     |

### Classements annexes
| Classement par points | Classement par points | Classement par points | Classement par points  | Classement par points |
| Coureur               | Coureur               | Pays                  | Équipe                 | Points                |
| --------------------- | --------------------- | --------------------- | ---------------------- | --------------------- |
| 1er                   | Primož Roglič         | Slovénie              | Jumbo-Visma            | 50 pts                |
| 2e                    | Aleksandr Vlasov      | Russie                | Bora-Hansgrohe         | 47 pts                |
| 3e                    | Adam Yates            | Royaume-Uni           | UAE Team Emirates      | 40 pts                |
| 4e                    | Santiago Buitrago     | Colombie              | Bahrain Victorious     | 30 pts                |
| 5e                    | Oier Lazkano          | Espagne               | Movistar Team          | 27 pts                |
| 6e                    | Iván García Cortina   | Espagne               | Movistar Team          | 26 pts                |
| 7e                    | Sebastián Molano      | Colombie              | UAE Team Emirates      | 25 pts                |
| 8e                    | Damien Howson         | Australie             | Q36.5 Pro Cycling Team | 23 pts                |
| 9e                    | Einer Rubio           | Colombie              | Movistar Team          | 21 pts                |
| 10e                   | Jay Vine              | Australie             | UAE Team Emirates      | 21 pts                |

| Classement par points | Classement par points | Classement par points | Classement par points  | Classement par points |
| Coureur               | Coureur               | Pays                  | Équipe                 | Points                |
| --------------------- | --------------------- | --------------------- | ---------------------- | --------------------- |
| 1er                   | Primož Roglič         | Slovénie              | Jumbo-Visma            | 50 pts                |
| 2e                    | Aleksandr Vlasov      | Russie                | Bora-Hansgrohe         | 47 pts                |
| 3e                    | Adam Yates            | Royaume-Uni           | UAE Team Emirates      | 40 pts                |
| 4e                    | Santiago Buitrago     | Colombie              | Bahrain Victorious     | 30 pts                |
| 5e                    | Oier Lazkano          | Espagne               | Movistar Team          | 27 pts                |
| 6e                    | Iván García Cortina   | Espagne               | Movistar Team          | 26 pts                |
| 7e                    | Sebastián Molano      | Colombie              | UAE Team Emirates      | 25 pts                |
| 8e                    | Damien Howson         | Australie             | Q36.5 Pro Cycling Team | 23 pts                |
| 9e                    | Einer Rubio           | Colombie              | Movistar Team          | 21 pts                |
| 10e                   | Jay Vine              | Australie             | UAE Team Emirates      | 21 pts                |

| Classement de la montagne | Classement de la montagne | Classement de la montagne | Classement de la montagne | Classement de la montagne |
| Coureur                   | Coureur                   | Pays                      | Équipe                    | Points                    |
| ------------------------- | ------------------------- | ------------------------- | ------------------------- | ------------------------- |
| 1er                       | Adam Yates                | Royaume-Uni               | UAE Team Emirates         | 61 pts                    |
| 2e                        | Primož Roglič             | Slovénie                  | Jumbo-Visma               | 57 pts                    |
| 3e                        | Aleksandr Vlasov          | Russie                    | Bora-Hansgrohe            | 40 pts                    |
| 4e                        | Jay Vine                  | Australie                 | UAE Team Emirates         | 37 pts                    |
| 5e                        | Xabier Berasategi         | Espagne                   | Euskaltel-Euskadi         | 30 pts                    |
| 6e                        | Damien Howson             | Australie                 | Q36.5 Pro Cycling Team    | 29 pts                    |
| 7e                        | Matteo Fabbro             | Italie                    | Bora-Hansgrohe            | 26 pts                    |
| 8e                        | Einer Rubio               | Colombie                  | Movistar Team             | 18 pts                    |
| 9e                        | Santiago Buitrago         | Colombie                  | Bahrain Victorious        | 17 pts                    |
| 10e                       | Mattia Bais               | Italie                    | Eolo-Kometa               | 17 pts                    |

| Classement de la montagne | Classement de la montagne | Classement de la montagne | Classement de la montagne | Classement de la montagne |
| Coureur                   | Coureur                   | Pays                      | Équipe                    | Points                    |
| ------------------------- | ------------------------- | ------------------------- | ------------------------- | ------------------------- |
| 1er                       | Adam Yates                | Royaume-Uni               | UAE Team Emirates         | 61 pts                    |
| 2e                        | Primož Roglič             | Slovénie                  | Jumbo-Visma               | 57 pts                    |
| 3e                        | Aleksandr Vlasov          | Russie                    | Bora-Hansgrohe            | 40 pts                    |
| 4e                        | Jay Vine                  | Australie                 | UAE Team Emirates         | 37 pts                    |
| 5e                        | Xabier Berasategi         | Espagne                   | Euskaltel-Euskadi         | 30 pts                    |
| 6e                        | Damien Howson             | Australie                 | Q36.5 Pro Cycling Team    | 29 pts                    |
| 7e                        | Matteo Fabbro             | Italie                    | Bora-Hansgrohe            | 26 pts                    |
| 8e                        | Einer Rubio               | Colombie                  | Movistar Team             | 18 pts                    |
| 9e                        | Santiago Buitrago         | Colombie                  | Bahrain Victorious        | 17 pts                    |
| 10e                       | Mattia Bais               | Italie                    | Eolo-Kometa               | 17 pts                    |

| Classement du meilleur jeune | Classement du meilleur jeune | Classement du meilleur jeune | Classement du meilleur jeune | Classement du meilleur jeune |
| Coureur                      | Coureur                      | Pays                         | Équipe                       | Temps                        |
| ---------------------------- | ---------------------------- | ---------------------------- | ---------------------------- | ---------------------------- |
| 1er                          | Javier Romo                  | Espagne                      | Astana Qazaqstan Team        | 16 h 28 min 31 s             |
| 2e                           | Harold Martín López          | Équateur                     | Astana Qazaqstan Team        | + 1 min 41 s                 |
| 3e                           | Pablo Castrillo              | Espagne                      | Equipo Kern Pharma           | + 2 min 20 s                 |
| 4e                           | Raúl García Pierna           | Espagne                      | Equipo Kern Pharma           | + 2 min 24 s                 |
| 5e                           | Sean Quinn                   | États-Unis                   | EF Education-EasyPost        | + 3 min 20 s                 |
| 6e                           | Mark Donovan                 | Royaume-Uni                  | Q36.5 Pro Cycling Team       | + 3 min 46 s                 |
| 7e                           | Mulu Hailemichael            | Éthiopie                     | Caja Rural-Seguros RGA       | + 4 min 35 s                 |
| 8e                           | Santiago Buitrago            | Colombie                     | Bahrain Victorious           | + 9 min 15 s                 |
| 9e                           | Oier Lazkano                 | Espagne                      | Movistar Team                | + 12 min 35 s                |
| 10e                          | Carlos Canal                 | Espagne                      | Euskaltel-Euskadi            | + 13 min 05 s                |

| Classement du meilleur jeune | Classement du meilleur jeune | Classement du meilleur jeune | Classement du meilleur jeune | Classement du meilleur jeune |
| Coureur                      | Coureur                      | Pays                         | Équipe                       | Temps                        |
| ---------------------------- | ---------------------------- | ---------------------------- | ---------------------------- | ---------------------------- |
| 1er                          | Javier Romo                  | Espagne                      | Astana Qazaqstan Team        | 16 h 28 min 31 s             |
| 2e                           | Harold Martín López          | Équateur                     | Astana Qazaqstan Team        | + 1 min 41 s                 |
| 3e                           | Pablo Castrillo              | Espagne                      | Equipo Kern Pharma           | + 2 min 20 s                 |
| 4e                           | Raúl García Pierna           | Espagne                      | Equipo Kern Pharma           | + 2 min 24 s                 |
| 5e                           | Sean Quinn                   | États-Unis                   | EF Education-EasyPost        | + 3 min 20 s                 |
| 6e                           | Mark Donovan                 | Royaume-Uni                  | Q36.5 Pro Cycling Team       | + 3 min 46 s                 |
| 7e                           | Mulu Hailemichael            | Éthiopie                     | Caja Rural-Seguros RGA       | + 4 min 35 s                 |
| 8e                           | Santiago Buitrago            | Colombie                     | Bahrain Victorious           | + 9 min 15 s                 |
| 9e                           | Oier Lazkano                 | Espagne                      | Movistar Team                | + 12 min 35 s                |
| 10e                          | Carlos Canal                 | Espagne                      | Euskaltel-Euskadi            | + 13 min 05 s                |

| Classement par équipes | Classement par équipes | Classement par équipes | Classement par équipes |
| Équipe                 | Équipe                 | Pays                   | Temps                  |
| ---------------------- | ---------------------- | ---------------------- | ---------------------- |
| 1re                    | UAE Team Emirates      | Émirats arabes unis    | 48 h 53 min 10 s       |
| 2e                     | Jumbo-Visma            | Pays-Bas               | + 5 min 17 s           |
| 3e                     | Equipo Kern Pharma     | Espagne                | + 9 min 25 s           |
| 4e                     | Movistar Team          | Espagne                | + 12 min 09 s          |
| 5e                     | Q36.5 Pro Cycling Team | Suisse                 | + 13 min 28 s          |
| 6e                     | Astana Qazaqstan Team  | Kazakhstan             | + 16 min 12 s          |
| 7e                     | EF Education-EasyPost  | États-Unis             | + 17 min 12 s          |
| 8e                     | Bahrain Victorious     | Bahreïn                | + 18 min 23 s          |
| 9e                     | Euskaltel-Euskadi      | Espagne                | + 20 min 23 s          |
| 10e                    | AG2R Citroën Team      | France                 | + 22 min 02 s          |

| Classement par équipes | Classement par équipes | Classement par équipes | Classement par équipes |
| Équipe                 | Équipe                 | Pays                   | Temps                  |
| ---------------------- | ---------------------- | ---------------------- | ---------------------- |
| 1re                    | UAE Team Emirates      | Émirats arabes unis    | 48 h 53 min 10 s       |
| 2e                     | Jumbo-Visma            | Pays-Bas               | + 5 min 17 s           |
| 3e                     | Equipo Kern Pharma     | Espagne                | + 9 min 25 s           |
| 4e                     | Movistar Team          | Espagne                | + 12 min 09 s          |
| 5e                     | Q36.5 Pro Cycling Team | Suisse                 | + 13 min 28 s          |
| 6e                     | Astana Qazaqstan Team  | Kazakhstan             | + 16 min 12 s          |
| 7e                     | EF Education-EasyPost  | États-Unis             | + 17 min 12 s          |
| 8e                     | Bahrain Victorious     | Bahreïn                | + 18 min 23 s          |
| 9e                     | Euskaltel-Euskadi      | Espagne                | + 20 min 23 s          |
| 10e                    | AG2R Citroën Team      | France                 | + 22 min 02 s          |

### Classement UCI
La course attribue des points au Classement mondial UCI 2023 selon le barème suivant.
| Position           | 1er | 2e  | 3e  | 4e  | 5e | 6e | 7e | 8e | 9e | 10e | 11e | 12e | 13e | 14e | 15e | 16e à 30e | 31e à 40e |
| Classement général | 200 | 150 | 125 | 100 | 85 | 70 | 60 | 50 | 40 | 35  | 30  | 25  | 20  | 15  | 10  | 5         | 3         |
| Par étape          | 20  | 10  | 5   |     |    |    |    |    |    |     |     |     |     |     |     |           |           |
| Leader, par étape  | 5   |     |     |     |    |    |    |    |    |     |     |     |     |     |     |           |           |

## Évolution des classements
| Étape              | Vainqueur          | Classement général | Classement par points | Classement de la montagne | Classement du meilleur jeune | Classement par équipes |
| ------------------ | ------------------ | ------------------ | --------------------- | ------------------------- | ---------------------------- | ---------------------- |
| 1                  | Sebastián Molano   | Sebastián Molano   | Sebastián Molano      | Xabier Berasategi         | Xabier Berasategi            | Bora-Hansgrohe         |
| 2                  | Jumbo-Visma        | Attila Valter      | Sebastián Molano      | Xabier Berasategi         | Oier Lazkano                 | Jumbo-Visma            |
| 3                  | Primož Roglič      | Primož Roglič      | Aleksandr Vlasov      | Adam Yates                | Javier Romo                  | UAE Team Emirates      |
| 4                  | Oier Lazkano       | Primož Roglič      | Aleksandr Vlasov      | Adam Yates                | Javier Romo                  | UAE Team Emirates      |
| 5                  | Primož Roglič      | Primož Roglič      | Primož Roglič         | Adam Yates                | Javier Romo                  | UAE Team Emirates      |
| Classements finals | Classements finals | Primož Roglič      | Primož Roglič         | Adam Yates                | Javier Romo                  | UAE Team Emirates      |

## Liste des participants
| Jumbo-Visma TJV | Jumbo-Visma TJV                       | Jumbo-Visma TJV |
| --------------- | ------------------------------------- | --------------- |
| Num             | Coureur                               | Pos             |
| 1               | Primož Roglič (SLO)                   | 1er             |
| 2               | Robert Gesink (NED)                   | 29e             |
| 3               | Koen Bouwman (NED)                    | 73e             |
| 4               | Edoardo Affini (ITA)                  | 88e             |
| 5               | Gijs Leemreize (NED)                  | 76e             |
| 6               | Jan Tratnik (SLO)                     | 18e             |
| 7               | Attila Valter (HUN) (route et chrono) | 25e             |

| Movistar Team MOV | Movistar Team MOV          | Movistar Team MOV |
| ----------------- | -------------------------- | ----------------- |
| Num               | Coureur                    | Pos               |
| 11                | Oier Lazkano (ESP) (route) | 32e               |
| 12                | Einer Rubio (COL)          | 5e                |
| 13                | Carlos Verona (ESP)        | 15e               |
| 14                | Lluís Mas (ESP)            | 81e               |
| 15                | Iván García Cortina (ESP)  | 34e               |
| 16                | Jorge Arcas (ESP)          | 33e               |
| 17                | William Barta (USA)        | 62e               |

| UAE Team Emirates UAD | UAE Team Emirates UAD      | UAE Team Emirates UAD |
| --------------------- | -------------------------- | --------------------- |
| Num                   | Coureur                    | Pos                   |
| 21                    | Adam Yates (GBR)           | 3e                    |
| 22                    | George Bennett (NZL)       | 6e                    |
| 23                    | Sebastián Molano (COL)     | 85e                   |
| 24                    | Domen Novak (SLO)          | 83e                   |
| 25                    | Ivo Oliveira (POR) (route) | 79e                   |
| 26                    | Jay Vine (AUS) (chrono)    | 8e                    |
| 27                    | Ryan Gibbons (RSA)         | 53e                   |

| Bahrain Victorious TBV | Bahrain Victorious TBV    | Bahrain Victorious TBV |
| ---------------------- | ------------------------- | ---------------------- |
| Num                    | Coureur                   | Pos                    |
| 31                     | Santiago Buitrago (COL)   | 28e                    |
| 32                     | Damiano Caruso (ITA)      | 41e                    |
| 33                     | Kamil Gradek (POL)        | 75e                    |
| 34                     | Rainer Kepplinger (AUT)   | 19e                    |
| 35                     | Hermann Pernsteiner (AUT) | 22e                    |
| 36                     | Jasha Sütterlin (GER)     | 80e                    |
| 37                     | Edoardo Zambanini (ITA)   | 43e                    |

| Bora-Hansgrohe BOH | Bora-Hansgrohe BOH     | Bora-Hansgrohe BOH |
| ------------------ | ---------------------- | ------------------ |
| Num                | Coureur                | Pos                |
| 41                 | Aleksandr Vlasov (RUS) | 2e                 |
| 42                 | Matteo Fabbro (ITA)    | 55e                |
| 43                 | Florian Lipowitz (GER) | NP-4               |
| 44                 | Victor Koretzky (FRA)  | 71e                |
| 45                 | Lennard Kämna (GER)    | 64e                |
| 46                 | Luis-Joe Lührs (GER)   | 70e                |
| 47                 | Anton Palzer (GER)     | 59e                |

| EF Education-EasyPost EFE | EF Education-EasyPost EFE       | EF Education-EasyPost EFE |
| ------------------------- | ------------------------------- | ------------------------- |
| Num                       | Coureur                         | Pos                       |
| 51                        | Jonathan Caicedo (ECU) (chrono) | 35e                       |
| 52                        | Diego Camargo (COL)             | 47e                       |
| 53                        | Alexander Cepeda (ECU)          | 44e                       |
| 54                        | Jens Keukeleire (BEL)           | 69e                       |
| 55                        | Merhawi Kudus (ERI)             | 27e                       |
| 56                        | Sean Quinn (USA)                | 16e                       |
| 57                        | Georg Steinhauser (GER)         | NP-5                      |

| Astana Qazaqstan Team AST | Astana Qazaqstan Team AST | Astana Qazaqstan Team AST |
| ------------------------- | ------------------------- | ------------------------- |
| Num                       | Coureur                   | Pos                       |
| 61                        | Luis León Sánchez (ESP)   | 42e                       |
| 62                        | Samuele Battistella (ITA) | 63e                       |
| 63                        | Joe Dombrowski (USA)      | 60e                       |
| 64                        | Yuriy Natarov (KAZ)       | NP-5                      |
| 65                        | Fabio Felline (ITA)       | 49e                       |
| 66                        | Javier Romo (ESP)         | 7e                        |
| 67                        | Harold Martín López (ECU) | 9e                        |

| AG2R Citroën Team ACT | AG2R Citroën Team ACT        | AG2R Citroën Team ACT |
| --------------------- | ---------------------------- | --------------------- |
| Num                   | Coureur                      | Pos                   |
| 71                    | Nicolas Prodhomme (FRA)      | 14e                   |
| 72                    | Dorian Godon (FRA)           | AB-3                  |
| 73                    | Jaakko Hänninen (FIN)        | NP-5                  |
| 74                    | Lawrence Warbasse (USA)      | 30e                   |
| 75                    | Valentin Paret-Peintre (FRA) | 56e                   |
| 76                    | Andrea Vendrame (ITA)        | 68e                   |
| 77                    | Killian Verschuren (FRA)     | 50e                   |

| Burgos-BH BBH | Burgos-BH BBH            | Burgos-BH BBH |
| ------------- | ------------------------ | ------------- |
| Num           | Coureur                  | Pos           |
| 81            | Ángel Fuentes (ESP)      | 91e           |
| 82            | Victor Langellotti (MON) | 67e           |
| 83            | Ander Okamika (ESP)      | 31e           |
| 84            | Manuel Peñalver (ESP)    | 90e           |
| 85            | Pelayo Sánchez (ESP)     | 54e           |
| 86            | Jetse Bol (NED)          | 39e           |
| 87            | Jesús Ezquerra (ESP)     | 66e           |

| Caja Rural-Seguros RGA CJR | Caja Rural-Seguros RGA CJR | Caja Rural-Seguros RGA CJR |
| -------------------------- | -------------------------- | -------------------------- |
| Num                        | Coureur                    | Pos                        |
| 91                         | Eduard Prades (ESP)        | 36e                        |
| 92                         | Iúri Leitão (POR)          | AB-3                       |
| 93                         | Julen Amézqueta (ESP)      | 77e                        |
| 94                         | Josu Etxeberria (ESP)      | 78e                        |
| 95                         | Mulu Hailemichael (ETH)    | 20e                        |
| 96                         | Jokin Murguialday (ESP)    | AB-4                       |
| 97                         | Thomas Silva (URU)         | 57e                        |

| Equipo Kern Pharma EKP | Equipo Kern Pharma EKP   | Equipo Kern Pharma EKP |
| ---------------------- | ------------------------ | ---------------------- |
| Num                    | Coureur                  | Pos                    |
| 101                    | Urko Berrade (ESP)       | 13e                    |
| 102                    | Pablo Castrillo (ESP)    | 11e                    |
| 103                    | Héctor Carretero (ESP)   | AB-4                   |
| 104                    | Raúl García Pierna (ESP) | 12e                    |
| 105                    | Danny van der Tuuk (NED) | 87e                    |
| 106                    | Martí Márquez (ESP)      | 84e                    |
| 107                    | Hugo Aznar (ESP)         | NP-4                   |

| Euskaltel-Euskadi EUS | Euskaltel-Euskadi EUS       | Euskaltel-Euskadi EUS |
| --------------------- | --------------------------- | --------------------- |
| Num                   | Coureur                     | Pos                   |
| 111                   | Gotzon Martín (ESP)         | 23e                   |
| 112                   | Carlos Canal (ESP)          | 37e                   |
| 113                   | Joan Bou (ESP)              | 10e                   |
| 114                   | Ibai Azurmendi (ESP)        | 40e                   |
| 115                   | Asier Etxeberria (ESP)      | 74e                   |
| 116                   | Xabier Mikel Azparren (ESP) | AB-5                  |
| 117                   | Xabier Berasategi (ESP)     | 48e                   |

| Eolo-Kometa EOK | Eolo-Kometa EOK           | Eolo-Kometa EOK |
| --------------- | ------------------------- | --------------- |
| Num             | Coureur                   | Pos             |
| 121             | Francesco Gavazzi (ITA)   | 72e             |
| 122             | Álex Martín (ESP)         | AB-3            |
| 123             | Javier Serrano (ESP)      | NP-5            |
| 124             | Diego Pablo Sevilla (ESP) | 26e             |
| 125             | Alessandro Fancellu (ITA) | 65e             |
| 126             | Andrea Garosio (ITA)      | NP-5            |
| 127             | Mattia Bais (ITA)         | 21e             |

| Q36.5 Pro Cycling Team Q36 | Q36.5 Pro Cycling Team Q36 | Q36.5 Pro Cycling Team Q36 |
| -------------------------- | -------------------------- | -------------------------- |
| Num                        | Coureur                    | Pos                        |
| 131                        | Negasi Abreha (ETH)        | 61e                        |
| 132                        | Matteo Badilatti (SUI)     | 51e                        |
| 133                        | Gianluca Brambilla (ITA)   | 46e                        |
| 134                        | Filippo Conca (ITA)        | 45e                        |
| 135                        | Mark Donovan (GBR)         | 17e                        |
| 136                        | Damien Howson (AUS)        | 4e                         |
| 137                        | Joey Rosskopf (USA)        | 58e                        |

| Electro Hiper Europa EHE | Electro Hiper Europa EHE        | Electro Hiper Europa EHE |
| ------------------------ | ------------------------------- | ------------------------ |
| Num                      | Coureur                         | Pos                      |
| 141                      | Alex Molenaar (NED)             | 52e                      |
| 142                      | Joan Martí Bennassar (ESP)      | 89e                      |
| 143                      | José Luis Faura (ESP)           | 38e                      |
| 144                      | José María García Soriano (ESP) | 24e                      |
| 145                      | Xavier Cañellas (ESP)           | NP-5                     |
| 146                      | José María Martín (ESP)         | 86e                      |
| 147                      | Mateu Estelrich (ESP)           | 82e                      |

| Jumbo-Visma TJV | Jumbo-Visma TJV                       | Jumbo-Visma TJV |
| --------------- | ------------------------------------- | --------------- |
| Num             | Coureur                               | Pos             |
| 1               | Primož Roglič (SLO)                   | 1er             |
| 2               | Robert Gesink (NED)                   | 29e             |
| 3               | Koen Bouwman (NED)                    | 73e             |
| 4               | Edoardo Affini (ITA)                  | 88e             |
| 5               | Gijs Leemreize (NED)                  | 76e             |
| 6               | Jan Tratnik (SLO)                     | 18e             |
| 7               | Attila Valter (HUN) (route et chrono) | 25e             |

| Movistar Team MOV | Movistar Team MOV          | Movistar Team MOV |
| ----------------- | -------------------------- | ----------------- |
| Num               | Coureur                    | Pos               |
| 11                | Oier Lazkano (ESP) (route) | 32e               |
| 12                | Einer Rubio (COL)          | 5e                |
| 13                | Carlos Verona (ESP)        | 15e               |
| 14                | Lluís Mas (ESP)            | 81e               |
| 15                | Iván García Cortina (ESP)  | 34e               |
| 16                | Jorge Arcas (ESP)          | 33e               |
| 17                | William Barta (USA)        | 62e               |

| UAE Team Emirates UAD | UAE Team Emirates UAD      | UAE Team Emirates UAD |
| --------------------- | -------------------------- | --------------------- |
| Num                   | Coureur                    | Pos                   |
| 21                    | Adam Yates (GBR)           | 3e                    |
| 22                    | George Bennett (NZL)       | 6e                    |
| 23                    | Sebastián Molano (COL)     | 85e                   |
| 24                    | Domen Novak (SLO)          | 83e                   |
| 25                    | Ivo Oliveira (POR) (route) | 79e                   |
| 26                    | Jay Vine (AUS) (chrono)    | 8e                    |
| 27                    | Ryan Gibbons (RSA)         | 53e                   |

| Bahrain Victorious TBV | Bahrain Victorious TBV    | Bahrain Victorious TBV |
| ---------------------- | ------------------------- | ---------------------- |
| Num                    | Coureur                   | Pos                    |
| 31                     | Santiago Buitrago (COL)   | 28e                    |
| 32                     | Damiano Caruso (ITA)      | 41e                    |
| 33                     | Kamil Gradek (POL)        | 75e                    |
| 34                     | Rainer Kepplinger (AUT)   | 19e                    |
| 35                     | Hermann Pernsteiner (AUT) | 22e                    |
| 36                     | Jasha Sütterlin (GER)     | 80e                    |
| 37                     | Edoardo Zambanini (ITA)   | 43e                    |

| Bora-Hansgrohe BOH | Bora-Hansgrohe BOH     | Bora-Hansgrohe BOH |
| ------------------ | ---------------------- | ------------------ |
| Num                | Coureur                | Pos                |
| 41                 | Aleksandr Vlasov (RUS) | 2e                 |
| 42                 | Matteo Fabbro (ITA)    | 55e                |
| 43                 | Florian Lipowitz (GER) | NP-4               |
| 44                 | Victor Koretzky (FRA)  | 71e                |
| 45                 | Lennard Kämna (GER)    | 64e                |
| 46                 | Luis-Joe Lührs (GER)   | 70e                |
| 47                 | Anton Palzer (GER)     | 59e                |

| EF Education-EasyPost EFE | EF Education-EasyPost EFE       | EF Education-EasyPost EFE |
| ------------------------- | ------------------------------- | ------------------------- |
| Num                       | Coureur                         | Pos                       |
| 51                        | Jonathan Caicedo (ECU) (chrono) | 35e                       |
| 52                        | Diego Camargo (COL)             | 47e                       |
| 53                        | Alexander Cepeda (ECU)          | 44e                       |
| 54                        | Jens Keukeleire (BEL)           | 69e                       |
| 55                        | Merhawi Kudus (ERI)             | 27e                       |
| 56                        | Sean Quinn (USA)                | 16e                       |
| 57                        | Georg Steinhauser (GER)         | NP-5                      |

| Astana Qazaqstan Team AST | Astana Qazaqstan Team AST | Astana Qazaqstan Team AST |
| ------------------------- | ------------------------- | ------------------------- |
| Num                       | Coureur                   | Pos                       |
| 61                        | Luis León Sánchez (ESP)   | 42e                       |
| 62                        | Samuele Battistella (ITA) | 63e                       |
| 63                        | Joe Dombrowski (USA)      | 60e                       |
| 64                        | Yuriy Natarov (KAZ)       | NP-5                      |
| 65                        | Fabio Felline (ITA)       | 49e                       |
| 66                        | Javier Romo (ESP)         | 7e                        |
| 67                        | Harold Martín López (ECU) | 9e                        |

| AG2R Citroën Team ACT | AG2R Citroën Team ACT        | AG2R Citroën Team ACT |
| --------------------- | ---------------------------- | --------------------- |
| Num                   | Coureur                      | Pos                   |
| 71                    | Nicolas Prodhomme (FRA)      | 14e                   |
| 72                    | Dorian Godon (FRA)           | AB-3                  |
| 73                    | Jaakko Hänninen (FIN)        | NP-5                  |
| 74                    | Lawrence Warbasse (USA)      | 30e                   |
| 75                    | Valentin Paret-Peintre (FRA) | 56e                   |
| 76                    | Andrea Vendrame (ITA)        | 68e                   |
| 77                    | Killian Verschuren (FRA)     | 50e                   |

| Burgos-BH BBH | Burgos-BH BBH            | Burgos-BH BBH |
| ------------- | ------------------------ | ------------- |
| Num           | Coureur                  | Pos           |
| 81            | Ángel Fuentes (ESP)      | 91e           |
| 82            | Victor Langellotti (MON) | 67e           |
| 83            | Ander Okamika (ESP)      | 31e           |
| 84            | Manuel Peñalver (ESP)    | 90e           |
| 85            | Pelayo Sánchez (ESP)     | 54e           |
| 86            | Jetse Bol (NED)          | 39e           |
| 87            | Jesús Ezquerra (ESP)     | 66e           |

| Caja Rural-Seguros RGA CJR | Caja Rural-Seguros RGA CJR | Caja Rural-Seguros RGA CJR |
| -------------------------- | -------------------------- | -------------------------- |
| Num                        | Coureur                    | Pos                        |
| 91                         | Eduard Prades (ESP)        | 36e                        |
| 92                         | Iúri Leitão (POR)          | AB-3                       |
| 93                         | Julen Amézqueta (ESP)      | 77e                        |
| 94                         | Josu Etxeberria (ESP)      | 78e                        |
| 95                         | Mulu Hailemichael (ETH)    | 20e                        |
| 96                         | Jokin Murguialday (ESP)    | AB-4                       |
| 97                         | Thomas Silva (URU)         | 57e                        |

| Equipo Kern Pharma EKP | Equipo Kern Pharma EKP   | Equipo Kern Pharma EKP |
| ---------------------- | ------------------------ | ---------------------- |
| Num                    | Coureur                  | Pos                    |
| 101                    | Urko Berrade (ESP)       | 13e                    |
| 102                    | Pablo Castrillo (ESP)    | 11e                    |
| 103                    | Héctor Carretero (ESP)   | AB-4                   |
| 104                    | Raúl García Pierna (ESP) | 12e                    |
| 105                    | Danny van der Tuuk (NED) | 87e                    |
| 106                    | Martí Márquez (ESP)      | 84e                    |
| 107                    | Hugo Aznar (ESP)         | NP-4                   |

| Euskaltel-Euskadi EUS | Euskaltel-Euskadi EUS       | Euskaltel-Euskadi EUS |
| --------------------- | --------------------------- | --------------------- |
| Num                   | Coureur                     | Pos                   |
| 111                   | Gotzon Martín (ESP)         | 23e                   |
| 112                   | Carlos Canal (ESP)          | 37e                   |
| 113                   | Joan Bou (ESP)              | 10e                   |
| 114                   | Ibai Azurmendi (ESP)        | 40e                   |
| 115                   | Asier Etxeberria (ESP)      | 74e                   |
| 116                   | Xabier Mikel Azparren (ESP) | AB-5                  |
| 117                   | Xabier Berasategi (ESP)     | 48e                   |

| Eolo-Kometa EOK | Eolo-Kometa EOK           | Eolo-Kometa EOK |
| --------------- | ------------------------- | --------------- |
| Num             | Coureur                   | Pos             |
| 121             | Francesco Gavazzi (ITA)   | 72e             |
| 122             | Álex Martín (ESP)         | AB-3            |
| 123             | Javier Serrano (ESP)      | NP-5            |
| 124             | Diego Pablo Sevilla (ESP) | 26e             |
| 125             | Alessandro Fancellu (ITA) | 65e             |
| 126             | Andrea Garosio (ITA)      | NP-5            |
| 127             | Mattia Bais (ITA)         | 21e             |

| Q36.5 Pro Cycling Team Q36 | Q36.5 Pro Cycling Team Q36 | Q36.5 Pro Cycling Team Q36 |
| -------------------------- | -------------------------- | -------------------------- |
| Num                        | Coureur                    | Pos                        |
| 131                        | Negasi Abreha (ETH)        | 61e                        |
| 132                        | Matteo Badilatti (SUI)     | 51e                        |
| 133                        | Gianluca Brambilla (ITA)   | 46e                        |
| 134                        | Filippo Conca (ITA)        | 45e                        |
| 135                        | Mark Donovan (GBR)         | 17e                        |
| 136                        | Damien Howson (AUS)        | 4e                         |
| 137                        | Joey Rosskopf (USA)        | 58e                        |

| Electro Hiper Europa EHE | Electro Hiper Europa EHE        | Electro Hiper Europa EHE |
| ------------------------ | ------------------------------- | ------------------------ |
| Num                      | Coureur                         | Pos                      |
| 141                      | Alex Molenaar (NED)             | 52e                      |
| 142                      | Joan Martí Bennassar (ESP)      | 89e                      |
| 143                      | José Luis Faura (ESP)           | 38e                      |
| 144                      | José María García Soriano (ESP) | 24e                      |
| 145                      | Xavier Cañellas (ESP)           | NP-5                     |
| 146                      | José María Martín (ESP)         | 86e                      |
| 147                      | Mateu Estelrich (ESP)           | 82e                      |